# Panny mego dziadka
Panny mego dziadka – piosenka Zbigniewa Wodeckiego, która jako 5. z kolei pojawiła się na debiutanckim albumie muzyka w 1976 r. W 2015 r. utwór ukazał się ponownie, podwójnie jako 6. i 14. z kolei, na albumie nagranym wspólnie z Mitch & Mitch Orchestra and Choir pt. 1976: A Space Odyssey. Ta wersja ukazała się na singlu 25 kwietnia 2016, wydanym przez Lado ABC, a dystrybuowanym przez Agorę.

## Notowania

### Wersja Zbigniew Wodecki with Mitch & Mitch Orchestra and Choir
| Kraj   | Lista (2016)                  | Najwyższa pozycja |
| ------ | ----------------------------- | ----------------- |
| Polska | Lista Przebojów Trójki        | 25                |
| Polska | Lista Przebojów Radia Merkury | 25                |